# Rosier de Portland

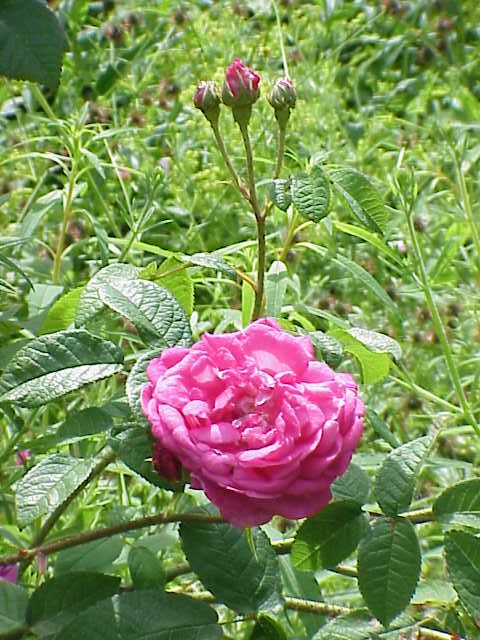
'Rose du Roi', Lélieur 1815.

Un rosier de Portland est une variante à tendance remontante et naine du rosier de Damas.
On a longtemps cru qu'il s'agissait d'un hybride de Rosa × damascena et Rosa chinensis, mais des analyses génétiques récentes ont réfuté cette croyance.

## Historique

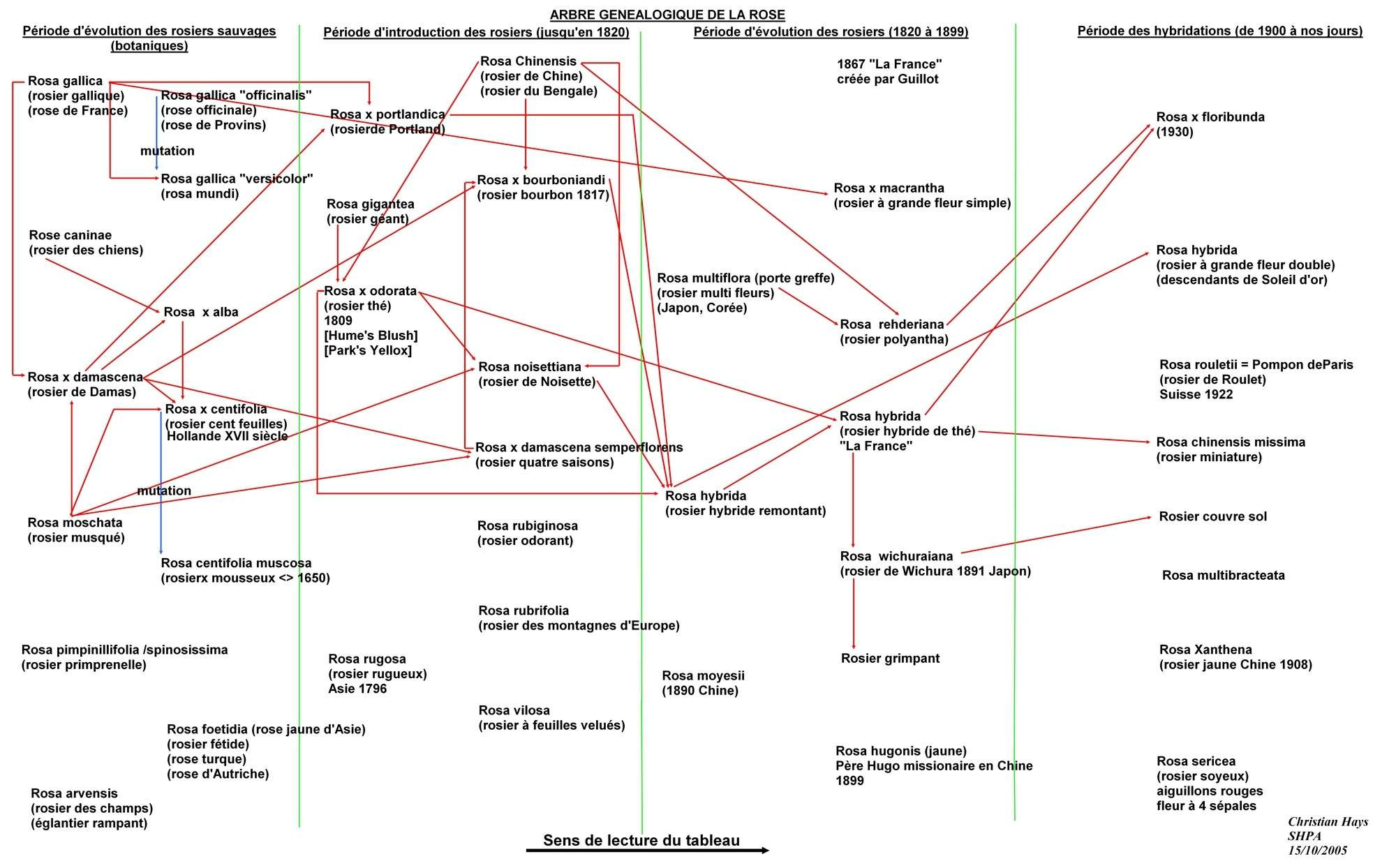
Généalogie des différentes espèces de rosiers.

En 1800, la duchesse de Portland découvre en Italie, au sud de Naples, un rosier hybride spontané identifié à l'époque comme un croisement de Rosa × damascena et  Rosa chinensis 'Sempervirens', remontant, à fleurs rouge vif. Ce rosier spontané sera nommé 'Duchesse de Portland'. Après des analyses ADN effectuées au Japon en 2000, on a constaté que ce rosier de Portland était en fait le résultat de (R. moschata X R. gallica) X R. fedtschenkoana.
'Duchesse de Portland' est introduit en France en 1812, et après 'Rose du Roi' obtenu par Lelieur (le comte Lelieur, qui dirigeait les jardins impériaux, fut un éminent rosiériste, et cette rose appelée d'abord 'Rose Lelieur' fut rebaptisée plus tard 'Rose du Roi' à la demande de Louis XVIII) il va donner une grande descendance, puisqu'il y a eu jusqu'à 150 rosiers de Portland

## Description

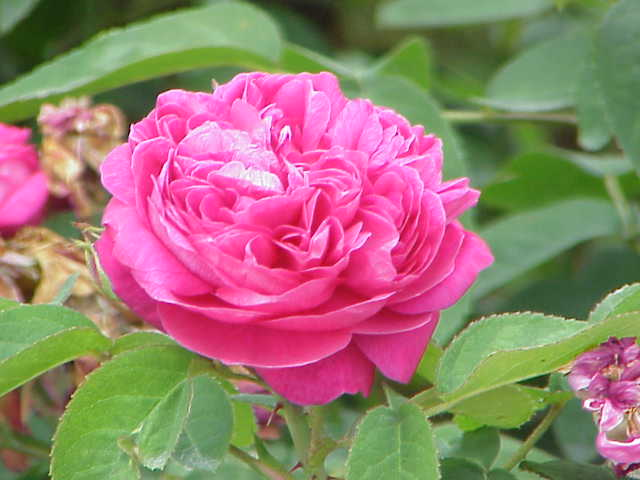
'Rose de Rescht'.

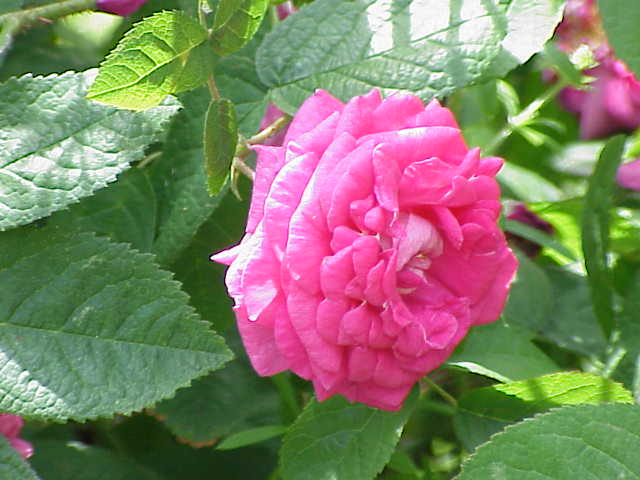
'Rose du Roi'.

Il ressemble au rosier Bourbon, avec simplement des pédoncules plus courts, donc des fleurs moins dégagées du feuillage. Tous les rosiers Portland sont doubles ou semi-doubles, odorants et plus ou moins remontants. Ils sont peu vigoureux et très aiguillonnés.

## Cultivars
Parmi eux, les rosiers historiques ou encore cultivés sont :
- 'Rose de Rescht', aux fleurs rose fuchsia. Variété découverte en 1940 près de Rescht (Rascht) en Iran par Miss Nancy Lindsay qui l'introduisit en Europe. D'autres sources indiquent que cette rose pourrait être en fait d'origine française, apparue vers 1800 ; puis elle aurait été exportée en Perse en 1807 pour revenir en France vers 1840[3].
- 'Duchesse de Portland', aux fleurs semi-doubles rouges,
- 'Rose du Roi', aux petites feurs rouges violacées qui a une grande descendance de mutations et d'hybrides,
- 'Bernard' ou 'Pompon Perpétuel', rosier nain à fleurs doubles, petites, roses, très remontant, sport de 'Rose du Roi',
- 'Roi des Pourpres', autre sport de 'Rose du Roi',
- 'Jacques Cartier' (Moreau & Robert 1868), aux fleurs rose vif doubles et à quartiers,
- 'Comte de Chambord' ('Duchesse de Portland' ×'Baronne Prévost'), à floraison continue parfumée de fleurs roses, plates, aux pétales enroulés ou en quartiers,
- 'Blanc de Vibert',
- 'Arthur de Sansal' (Cochet 1855), violet cramoisi,
- 'Madame Knorr' (Verdier père 1855), de couleur rose
- 'Pergolèse', à fleurs plates pourpre,
- 'Rembrandt' (Moreau & Robert 1883), à fleurs écarlates rayées de vermillon[4],
- 'Yolande d'Aragon' (Vibert 1843), grandes fleurs pourpres très parfumées.